# Agomadaranus
Agomadaranus es un género de escarabajos de la familia Attelabidae. El género fue descrito científicamente primero por Voss en 1958. Esta es una lista de especies perteneciente a este género:
- Agomadaranus amoenus Voss, 1926
- Agomadaranus armatus Voss, 1926
- Agomadaranus bihumeratus Jekel, 1860
- Agomadaranus bistriospinosus Faust, 1894
- Agomadaranus coniceps Voss, 1926
- Agomadaranus fasciatus Voss, 1929
- Agomadaranus groenendaeli  Legalov, 2007
- Agomadaranus jekeli  Legalov, 2007
- Agomadaranus kresli  Legalov, 2004
- Agomadaranus kryzhanovskyi Legalov, 2003
- Agomadaranus maculipes Voss, 1926
- Agomadaranus melanostictoides Legalov, 2003
- Agomadaranus melanostictus Fairmaire, 1878
- Agomadaranus parbihumeratus Legalov, 2003
- Agomadaranus pardalis Snelle van Vollenhoven, 1865
- Agomadaranus pardaloides Voss, 1924
- Agomadaranus perakensis Voss, 1935
- Agomadaranus proximus Voss, 1926
- Agomadaranus sarawakensis  Legalov, 2007
- Agomadaranus semiannulatus Jekel, 1860
- Agomadaranus shirakii Kôno, 1930
- Agomadaranus sticticus Voss, 1926
- Agomadaranus subspinosus Voss, 1929
- Agomadaranus tandjongicus Voss, 1926
- Agomadaranus xilingensis  Legalov, 2007